# Unión (isla)

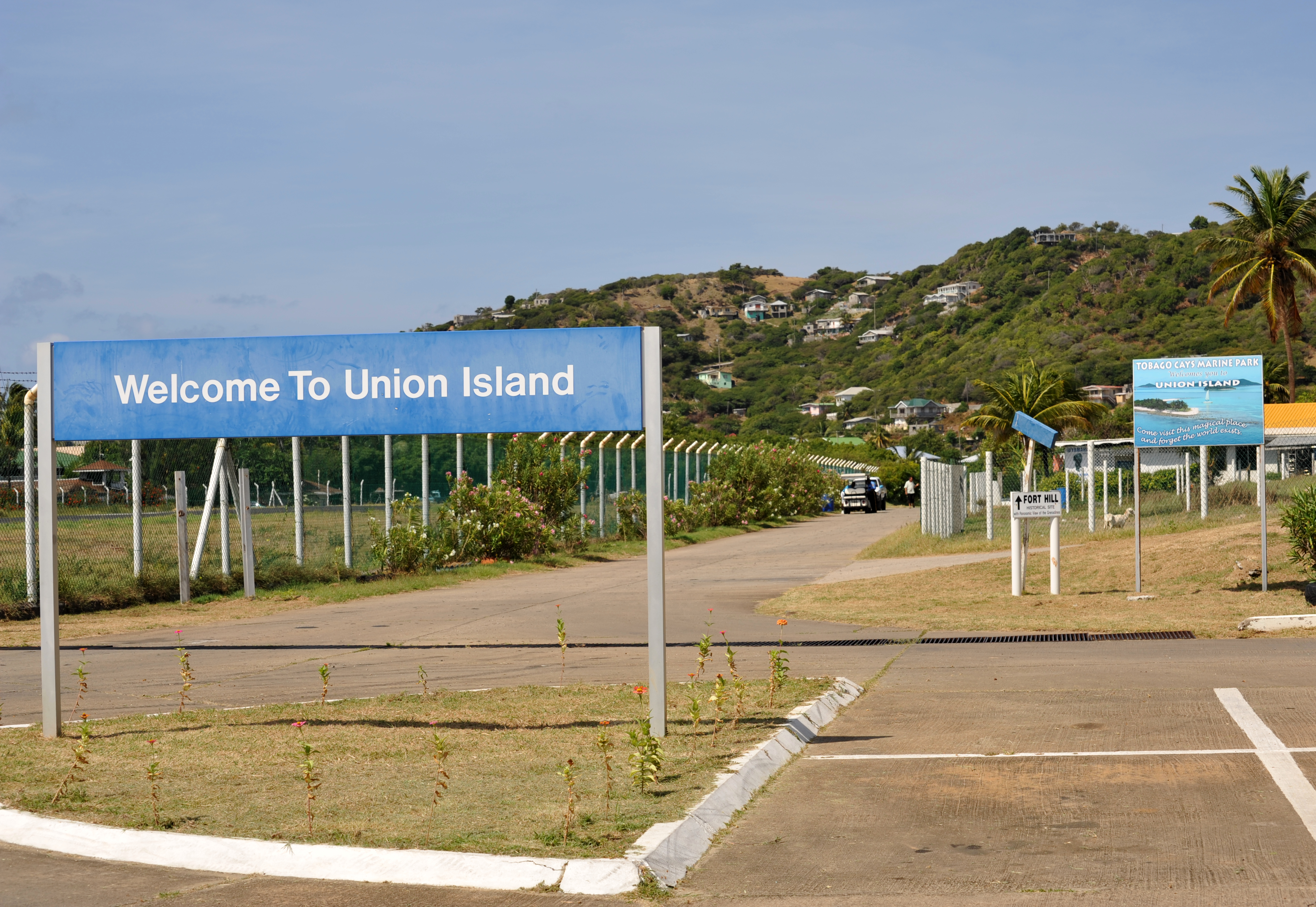
La isla de Unión.

Unión es la isla más meridional de las islas Granadinas, pertenecientes a la nación de San Vicente y las Granadinas. Tiene una superficie de 9 km² y está situado a 90 kilómetros al suroeste de Barbados y las islas de Carriacou, la parte continental de Granada se puede ver hacia el sur.
Clifton y Alto de la Cruz son sus dos ciudades principales. La isla tiene una población de aproximadamente 3 000 habitantes. El idioma oficial es el inglés, pero algunos comerciantes de Clifton también hablan francés y alemán.
La isla tiene un aeropuerto internacional que realiza los vuelos nacionales a San Vicente y las Granadinas y los vuelos internacionales a Barbados, Carriacou, Granada y Martinica. Las compañías aéreas que vuelan a la isla de la Unión no son miembros de la IATA y sus itinerarios no serán visibles en todas las agencias de viajes regionales. Sólo durante el día se pueden realizar los vuelos, ya que no existen luces en la pista.

## Geografía
Debido a su silueta volcánica, también es llamado el Tahití de las Indias Occidentales. La isla es de aproximadamente 3 kilómetros de largo y 1 milla de ancho. En torno a las islas están los Cayos Tobago, Mayreau, Isla Palm y Petit San Vicente. El pico más alto es el Monte Parnaso o Parnassus que se encuentra a 900 metros sobre el nivel del mar.
La isla tiene un clima semiárido; sus colinas no son lo suficientemente altas como para precipitar la lluvia que se transforma el norte de Granada de las zonas costeras en la selva. Durante la estación seca, de diciembre / enero a junio, la única fuente de agua en la isla es el agua almacenada durante la temporada de lluvias (junio-diciembre).

## Historia
Después de estar habitada por los arahuacos y los caribes, la isla estuvo en posesión de franceses y españoles, que eran en su mayoría comerciantes de esclavos y propietarios de las plantaciones. Éstos trajeron cientos de africanos a la isla, en su mayoría de Nigeria, Camerún, Angola y Ghana. El algodón era y es un importante cultivo de exportación, y un buen ejemplo se puede ver en el complejo Bougainvillia, junto al Club Náutico de anclaje, en el Puerto de Clifton. El algodón importado de la Isla Sea aún puede encontrarse en la isla. 
Cuando se abolió la esclavitud, la población todavía vivía de la agricultura y la pesca. Como resultado de ello, muchos de los hombres fueron a la mar para trabajar para mantener a sus familias.
La Isla Unión fue el centro de algunos disturbios políticos en la década de 1970 cuando un grupo de residentes se mostraron a favor de la secesión de San Vicente y las Granadinas, y la fusión con Granada, el vecino del sur. La insurrección fue sofocada por las fuerzas del gobierno de San Vicente y las Granadinas.
El Cuerpo de Ingenieros del Ejército de EE. UU. pasó la mayor parte de un año trabajando en la isla de Unión y completó un nuevo muelle de Guardacostas y una oficina terrestre en la boca del puerto de Clifton en el sector de Barroblanco.

## Economía
La economía de la isla se basa fundamentalmente en el turismo. Los hoteles y casas de huéspedes y el alquiler y la venta de yates proporcionan muchos puestos de trabajo. También hay numerosas tiendas, supermercados, bares, restaurantes y cibercafés para los turistas, así como un operador de buceo.
La isla cuenta con escuelas, iglesias y una pequeña clínica de salud.
La moneda oficial es el dólar del Caribe Oriental, aunque se aceptan ampliamente dólares estadounidenses y euros.
La isla está conectada al continente de San Vicente mediante una serie de torres de microondas digitales, a través de conexiones con las islas vecinas de Canouan y Bequia.